# Église de la Trinité de Kossava
L'église de la Trinité de Kossava (ou Kossovo, ancienne Kossow Polieski) est une église catholique en Biélorussie de la voblast de Brest. Elle est remarquable par la simplicité de son style néo-roman rare dans ses régions, et connue comme étant la paroisse où fut baptisé Tadeusz Kosciusko le 12 février 1746, à l'époque où cette province faisait partie de la Pologne. La famille Kosciusko possédait un petit manoir dans un village à côté à 2 km.

## Historique

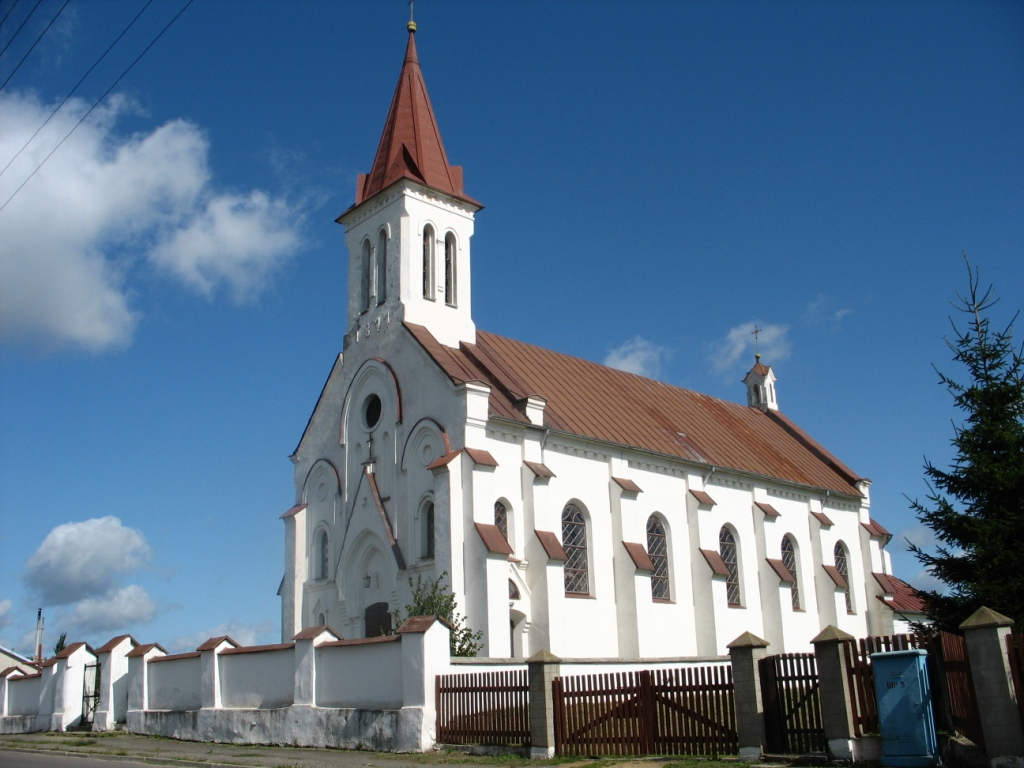
Vue de l'église de côté

Une paroisse est fondée dans ce bourg en 1626. L'église est construite en bois et vouée à la Trinité. Elle est reconstruite en style néo-roman en 1877 à l'époque où elle faisait partie de l'archidiocèse de Moguilev dans l'Empire russe.

## Sources
- (ru) Cet article est partiellement ou en totalité issu de l’article de Wikipédia en russe intitulé « Тройцкий костëл (Коссово) » (voir la liste des auteurs).